# Бэтвумен (телесериал)
«Бэтвумен» (англ. Batwoman) — американский супергеройский телесериал, созданный Кэролайн Дрис и Грегом Берланти. Пятый проект Вселенной Стрелы. Основан на комиксах о вселенной Бэтмена, концентрируя сюжет на одноимённой супергероине, которая в данной интерпретации является его двоюродной сестрой. Дебют Бэтвумен ранее состоялся в кроссовере Иные миры, действие которого происходит позднее начала событий данного сериала.
Премьера телесериала состоялась 6 октября 2019 года на канале CW. 7 января 2020 года сериал был продлён на второй сезон.
19 мая 2020 года Руби Роуз сообщила что покидает проект. 3 февраля 2021 года сериал был продлён на третий сезон. 29 апреля 2022 года телесериал был закрыт после трёх сезонов.

## Сюжет
Кейт Кейн — бывший солдат из Готэма, дискредитированная лесбийской связью с однополчанкой. Годы спустя, когда её возлюбленная исчезает при выполнении очередной миссии в городе, Кейт возвращается в родной город к своему отцу, который возглавляет элитный отряд по борьбе с преступностью «Вороны». Пытаясь самостоятельно найти какие-то зацепки, Кейт неожиданно узнаёт, что является двоюродной сестрой Бэтмена, который таинственно исчез три года назад (в 2016 году, согласно Вселенной Стрелы). Кейт решает продолжить дело брата и становится Бэтвумен.

## В ролях
= Главная роль в сезоне
     = Второстепенная роль в сезоне
     = Гостевая роль в сезоне
     = Роль сыграна другим актёром
     = Не появляется

### Основной состав
| Актёр                                      | Персонаж                                | Появление в сезонах | Появление в сезонах | Появление в сезонах | Появление в сезонах | Появление в сезонах |
| Актёр                                      | Персонаж                                | 1                   | 2                   | 3                   | Эпизоды             |                     |
| ------------------------------------------ | --------------------------------------- | ------------------- | ------------------- | ------------------- | ------------------- | ------------------- |
| Руби Роуз (1 сезон) / Уоллис Дэй (2 сезон) | Кэтрин Кейн / Бэтвумен / Цирцея Сайонис | 20                  | 8                   |                     | 28                  |                     |
| Рейчел Скарстен                            | Элизабет Кейн / Алиса                   | 20                  | 18                  | 13                  | 51                  |                     |
| Мэган Тэнди                                | Софи Мур                                | 18                  | 18                  | 13                  | 49                  |                     |
| Николь Канг                                | Мэри Хэмильтон / Ядовитый плющ          | 19                  | 17                  | 13                  | 49                  |                     |
| Камрус Джонсон                             | Лукас «Люк» Фокс / Бэтвинг              | 20                  | 18                  | 13                  | 51                  |                     |
| Элизабет Энвейс                            | Кэтрин Хэмильтон-Кейн                   | 9                   |                     |                     | 9                   |                     |
| Дугрей Скотт                               | полковник Джейкоб Кейн                  | 19                  | 16                  |                     | 35                  |                     |
| Ламоника Гарретт                           | Мар Нову / Монитор                      | 1                   |                     |                     | 1                   |                     |
| Джависия Лесли                             | Райан Уайлдер / Бэтвумен                |                     | 18                  | 13                  | 31                  |                     |
| Виктория Картагена                         | Рене Монтойя                            |                     |                     | 7                   | 7                   |                     |
| Ник Криган                                 | Маркус Джет / Джокер                    |                     |                     | 9                   | 9                   |                     |
| Робин Гивенс                               | Джада Джет                              |                     |                     | 11                  | 11                  |                     |
| Всего эпизодов                             | Всего эпизодов                          | 20                  | 18                  | 13                  | 51                  |                     |

### Второстепенный состав
| Актёр               | Персонаж                              | Появление в сезонах | Появление в сезонах | Появление в сезонах | Появление в сезонах | Появление в сезонах |
| Актёр               | Персонаж                              | 1                   | 2                   | 3                   | Эпизоды             |                     |
| ------------------- | ------------------------------------- | ------------------- | ------------------- | ------------------- | ------------------- | ------------------- |
| Рэйчел Мэддоу       | Веспер Фэйрчайлд                      | 15                  | 8                   | 3                   | 26                  |                     |
| Эллисон Райли       | Дана Девитт                           | 6                   | 7                   | 7                   | 20                  |                     |
| Грейстон Холт       | Тайлер                                | 5                   |                     |                     | 5                   |                     |
| Брендон Зуб         | агент Чак Доджсон                     | 5                   |                     |                     | 5                   |                     |
| Гэбриел Манн        | Томми Эллиот / Хаш                    | 5                   | 1                   |                     | 6                   |                     |
| Сэм Литлфилд        | Джонни Картрайт / Мышь                | 13                  | 2                   | 1                   | 16                  |                     |
| Джон Эммет Трэйси   | Август Картрайт                       | 5                   | 1                   |                     | 6                   |                     |
| Себастьян Роше      | доктор Эйтан Кэмпбелл                 | 4                   |                     |                     | 4                   |                     |
| Бриэнн Хауи         | Рейган                                | 4                   |                     |                     | 4                   |                     |
| Кристина Ульфспарре | Джулия Пенниуорт                      | 6                   | 5                   |                     | 11                  |                     |
| Натан Витте         | агент Мигель Роблес                   | 4                   |                     |                     | 4                   |                     |
| Алекс Захара        | доктор М. Батлер                      | 4                   |                     |                     | 4                   |                     |
| Грэйсин Шиней       | Кейт Кейн в детстве                   | 4                   | 5                   |                     | 9                   |                     |
| Ава Слит            | Бет Кейн в детстве                    | 5                   | 4                   |                     | 9                   |                     |
| Джесси Хатч         | агент Рассел Таварофф                 | 1                   | 9                   |                     | 10                  |                     |
| Шивани Гаи          | София Сохейо                          |                     | 8                   |                     | 8                   |                     |
| Ли Гибсон           | Татьяна / Шёпот                       |                     | 5                   |                     | 5                   |                     |
| Натан Оуэнс         | Оушен                                 |                     | 12                  | 1                   | 13                  |                     |
| Бевин Брю           | Анжелика Мартин                       |                     | 8                   |                     | 8                   |                     |
| Питер Аутербридж    | Роман Сайонис / Чёрная Маска          |                     | 9                   |                     | 9                   |                     |
| Лора Меннелл        | доктор Эвелин Райм / Энигма           |                     | 6                   |                     | 6                   |                     |
| Уоллис Дэй          | Кейт Кейн / Бэтвумен / Цирцея Сайонис |                     | 8                   |                     | 8                   |                     |
| Донни Лукас         | ИИ Люциус Фокс                        |                     |                     | 5                   | 5                   |                     |
| Бриджит Риган       | Памела Лиллиан Айсли / Ядовитый плющ  |                     |                     | 3                   | 3                   |                     |
| Всего эпизодов      | Всего эпизодов                        | 20                  | 18                  | 13                  | 51                  |                     |

## Обзор сезонов
| Сезон | Сезон | Эпизоды | Дата показа     | Дата показа  | Рейтинг Нильсона | Рейтинг Нильсона       |
| Сезон | Сезон | Эпизоды | Премьера        | Финал        | Ранк             | Зрители США (миллионы) |
| ----- | ----- | ------- | --------------- | ------------ | ---------------- | ---------------------- |
|       | 1     | 20      | 6 октября 2019  | 17 мая 2020  | 117              | 1.61                   |
|       | 2     | 18      | 17 января 2021  | 27 июня 2021 | 147              | 0.92                   |
|       | 3     | 13      | 13 октября 2021 | 2 марта 2022 | 129              | 0.76                   |

## Список эпизодов

### Сезон 1 (2019—2020)
| № общий | № в сезоне | Название                                                                              | Режиссёр         | Автор сценария                | Дата премьеры   | Произв. код | Зрители в США (млн) |
| --- | ---------- | ------------------------------------------------------------------------------------- | ---------------- | ----------------------------- | --------------- | ----------- | ------------------- |
| 1 | 1          | «The Pilot Episode» «Пилотная серия»                                                  | Маркос Сига      | Кэролайн Дрис                 | 6 октября 2019  | T15.10154   | 1,86                |
| Прошло три года с загадочного исчезновения Бэтмена из Готэма. Безопасность в городе пытается взять под контроль охранная организация «Вороны» под строгим командованием Джейкоба Кейна. Их назначают в качестве охраны на городском мероприятии, которое неожиданно подвергается атаке сумасшедшей преступницы Алисы и её банды головорезов — «Страна чудес». Группировка похищает Софи Мур — бывшую возлюбленную Кейт, дочери полковника Джейкоба, которая после получения ужасных новостей возвращается домой. Она пытается найти своего кузена — Брюса Уэйна, но в здании корпорации «Wayne Enterprises» Кейт внезапно узнаёт, что именно Брюс скрывался под маской Бэтмена и покинул Готэм несколько лет назад. Надев костюм Тёмного рыцаря, подготовленный Люком Фоксом, она спасает Софи и предотвращает теракт. Проанализировав один из ножей Алисы, девушка понимает, что преступница — её сестра Бет, пропавшая много лет назад и считавшаяся погибшей. |            |                                                                                       |                  |                               |                 |             |                     |
| 2 | 2          | «The Rabbit Hole» «Кроличья нора»                                                     | Маркос Сига      | Кэролайн Дрис                 | 13 октября 2019 | T13.21952   | 1,45                |
| Джейкоб отказывается верить в то, что Алиса — его дочь Бет, считая, что та умерла много лет назад. Кейт хочет проверить нож преступницы на ДНК, но на неё нападает группа людей в масках и крадёт оружие до того, как она успела провести необходимый анализ. Кейт передаёт Алисе сообщение о назначении встречи через одного из её раненых людей и просит Софи задержать «Воронов», чтобы те не мешали сёстрам, но Мур сообщает об этом полковнику Кейну. Алису задерживают и везут в психиатрическую лечебницу «Аркхем», а тем временем её парень Доджсон (бывший член охранной организации) нападает на Мэри (сводную сестру Кейт) в её подпольной клинике. Бэтвумен успевает спасти девушку от нападающего, а затем и Алису от последствий взрыва фургона, в котором её перевозили в лечебницу. Оказывается, что группу людей в масках, похитивших у Кейт нож преступницы в начале эпизода, наняла жена Джейкоба и мачеха главной героини — Кэтрин. Кейт находит коробку с летучей мышью и запиской от сестры, где та пишет, что знает о тайной личности Бэтвумен. |            |                                                                                       |                  |                               |                 |             |                     |
| 3 | 3          | «Down, Down, Down» «Вниз, вниз, вниз»                                                 | Дермотт Даунс    | Холли Хендерсон и Дон Уайтхед | 20 октября 2019 | T13.21953   | 1,22                |
| Из «Wayne Enterprises» было украдено специальное ружьё, способное пробить костюм Бэтвумен. В это же время Томас Эллиот — друг детства Брюса Уэйна — приглашает Кейт на открытие здания своей компании, которое выше башни компании Уэйнов. Главная героиня анализирует ситуацию и понимает, что ружьё было украдено Томасом, который откуда-то узнал, что Брюс был Бэтменом. Эллиот хочет убить кузена Кейт, отомстив ему за то, что тот спас его мать много лет назад, не дав ему получить наследство, и берёт заложников на церемонии открытия. Она прибывает туда в новом костюме Тёмного рыцаря с красным париком, спасает заложников, дерётся с Томасом и почти проигрывает, но явившаяся Алиса оглушает Эллиота и спасает сестру. Кейт приглашает барменшу на свидание, а Кэтрин находит карты, оставленные Алисой в её спальне, и говорит мужу, чтобы тот разобрался с преступницей и не верил, что она может быть его дочерью. |            |                                                                                       |                  |                               |                 |             |                     |
| 4 | 4          | «Who Are You?» «Кто ты?»                                                              | Холли Дэйл       | Нэнси Киу и Дениз Харкви      | 27 октября 2019 | T13.21954   | 1,26                |
| В то время, как воровка по кличке «Сорока» крадёт ожерелье Марты Уэйн (покойной матери Брюса Уэйна), у пленного Доджсона начинает развиваться инфекция от ранения, поэтому Кейт доставляет его в подпольную клинику Мэри. Алиса требует у Кэтрин новое оружие, произведённое её компанией, угрожая ей тем, что, в случае отказа, преступница расскажет Джейкобу всю правду про Бет. Тем временем, Доджсон в бреду предупреждает Мэри о неизвестном по прозвищу «Мышь», а Бэтвумен возвращает обратно украденное ожерелье, после чего предотвращает новую попытку кражи и помогает «Воронам» арестовать «Сороку». Кейт расстаётся с барменшей из-за того, что не может быть полностью честна в отношениях с ней, а Кэтрин признаётся Джейкобу в том, что много лет назад она обманула его, выдав найденные кости оленя за останки Бет. Кейт основывает риэлтерскую компанию, которая будет заниматься скупкой зданий в Готэме, чтобы превращать их в дешёвое общедоступное жильё. |            |                                                                                       |                  |                               |                 |             |                     |
| 5 | 5          | «Mine is a Long and a Sad Tale» «Моя история длинная и печальная»                     | Карл Ситон       | Джерри Шанди и Эбони Гилберт  | 3 ноября 2019   | T13.21955   | 1,16                |
| Алиса осуществляет несколько краж человеческой кожи в Готэме, Кейт ловит сестру и просит её объяснить, зачем она это делала. Сёстры едут в район за городом, где много лет назад пропала Бет, а Джейкоб и Софи следуют за ними. Им удаётся поймать Доджсона и других членов банды, но Алиса пленит сестру и ранит отца. Кейт освобождается, и они с Софи заставляют Алису отпустить раненого Джейкоба. Оправившись от ранения, Джейкоб признаёт, что Алиса - это его дочь Бет. Тем временем, узнав от матери правду об её обмане Джейкоба, Мэри напивается и приходит в «Wayne Enterprises», где общается с Люком Фоксом. Во флэшбеках Бет после исчезновении оказалась дома у мужчины, сын которого обладал изуродованным лицом и мог хорошо пародировать голоса других людей. Спустя много лет Алиса называет этого выросшего сына Мышь. Примечание: Хронологически это первая серия идущая после событий кроссовера «Иные миры». Все 4 серии до этой хронологически шли до. |            |                                                                                       |                  |                               |                 |             |                     |
| 6 | 6          | «I'll Be Judge, I'll Be Jury» «Я буду судьёй, я буду присяжным»                       | Скотт Питерс     | Джеймс Стотеро и Чад Файвэш   | 10 ноября 2019  | T13.21956   | 1,16                |
| Линчеватель по прозвищу «Палач» нападает на коррумпированного прокурора, полицейского и судью. Софи получает ранение от рук Палача и попадает в подпольную клинику Мэри, та советует ей не раскрывать личность Бэтвумен (Софи подозревает, что это Кейт). Бэтвумен находит доказательства того, что жертвы Палача действительно были коррумпированы и фальсифицировали уголовные дела, Люк опасается, что из-за этого убийца его отца сможет выйти на свободу. Джейкоб убивает Палача, но после этого оказывается в газовой ловушке вместе с Бэтвумен. Кейт спасает отца. Тем временем, используя украденную Алисой человеческую кожу, Мышь принимает личность одного из сотрудников компании Кэтрин и крадёт новое оружие. |            |                                                                                       |                  |                               |                 |             |                     |
| 7 | 7          | «Tell Me the Truth» «Скажи мне правду»                                                | Майкл А. Алловиц | Кэролайн Дрис и Натали Абрамс | 17 ноября 2019  | T13.21957   | 1,02                |
| Наёмный убийца по кличке «Винтовка» осуществляет несколько убийств в Готэме. В погоне за ним Бэтвумен объединяет усилия с Джулией Пенниуорт, дочерью Альфреда Пенниуорта. Кейт и Софи идут в ресторан, но вынуждены уйти оттуда из-за гомофоба-владельца. После этого Софи признаётся, что много лет назад именно Джейкоб убедил её порвать отношения с Кейт. Кэтрин убеждает Джейкоба пока не подавать документы на развод. Джулия надевает костюм Бэтвумен и появляется перед Софи одновременно с Кейт, таким образом они убеждают её, что Кейт не Бэтвумен. На Джулию в костюме Бэтвумен нападает Винтовка, а потом её пленят «Вороны», но Кейт помогает ей сбежать. Винтовка уезжает из Готэма, Джулия отправляется в погоню за ним. Кейт и Мэри открывают гей-бар напротив ресторана владельца-гомофоба. Зрителям показывают, что Джейкоб, помирившийся с Кэтрин, на самом деле был замаскированным Мышью, а настоящий Джейкоб только возвращается в город. |            |                                                                                       |                  |                               |                 |             |                     |
| 8 | 8          | «A Mad Tea-Party» «Безумное чаепитие»                                                 | Холли Дэйл       | Нэнси Киу                     | 1 декабря 2019  | T13.21959   | 1,01                |
| Сёстры Кейн встречаются. Алиса рассказывает, что она не нанимала «Винтовку», а наоборот помешала ему убить сестру и уничтожила всех создателей нового оружия, способного пробить костюм Бэтвумен. Кейт предлагает сестре сдаться, но та отказывается. Банда Алисы ловит Джейкоба, и Мышь, принявший его личину, усыпляет Софи и её мужа, а затем проводит членов банды под видом охранников на торжественный вечер в честь Кэтрин. Появившаяся Алиса заставляет Кэтрин произнести речь о том, что она и Джейкоб — главные преступники Готэма, а потом Кэтрин падает от головокружения. Оказывается, что Мышь под личиной Джейкоба отравил Кэтрин и Мэри. Алиса даёт им антидот, но его хватит только для одного человека. Кэтрин жертвует собой ради спасения дочери. Бэтвумен набрасывается на Алису и начинает душить её, но останавливается, потому что не может убить сестру. Джейкоба арестовывают по подозрению в убийстве Кэтрин. Муж Софи бросает её. Кейт решает перестать давать Алисе шансы на искупление и покончить с ней. Тем временем в 23.58 9 декабря 2019 года в Централ-Сити Харрисон «Нэш» Уэллс активирует семь символов на стене в канализации, после чего преображается. |            |                                                                                       |                  |                               |                 |             |                     |
| 9 | 9          | «Crisis on Infinite Earths: Part Two» «Кризис на Бесконечных Землях: Часть вторая»    | Лора Белси       | Дон Уайтхед и Холли Хендерсон | 9 декабря 2019  | T13.21958   | 1,71                |
| Продолжение кроссовера, начавшегося в сериале «Супергёрл» и продолжающегося в сериалах «Флэш», «Стрела» и «Легенды завтрашнего дня». Предвестница вербует Мика Рори и «Волнолёт» с Земли-74. После смерти Оливера Квина Монитор возвращается в прошлое, восстанавливает уничтоженную Книгу судьбы и узнаёт о семи Парагонах, которые могут помочь победить Анти-Монитора и преодолеть Кризис. Парагоном Надежды является Кара Дэнверс, а Парагоном Судьбы - Сара Лэнс. Кларк Кент, Лоис Лейн и Айрис Уэст-Аллен отправляются на поиски другого Супермена (Парагона Истины), а Кейт и Кара пытаются найти Бэтмена с Земли-99. Лекс Лютор выкрадывает Книгу судьбы и отправляется убивать Суперменов во всех мирах (начав с Земли-75). Он передумывает после знакомства с Кларком Кентом с Земли-167. На Земле-96 он вынуждает местного Супермена сражаться с Кларком с Земли-38. Лоис удаётся остановить его. Тем временем на Земле-99 Кейт и Кара обнаруживают постаревшего Брюса Уэйна, который является инвалидом и ходит в экзоскелете. На этой Земле Бэтмен отказался от кодекса и стал убивать злодеев, а его кузина погибла 5 лет назад. Кейт пытается убедить его помочь героям с Кризисом, став Парагоном Храбрости, однако Кара узнаёт, что он убил Супермена этого мира. Брюс пытается убить Кару, но сам погибает во время сражения. Кейт тайком забирает криптонит своего кузена. Барри, Сара, Мия Смоук и Джон Константин относят тело Оливера в Яму Лазаря на Земле-18, чтобы оживить его. Тело Оливера оживает, но Константину не удаётся вернуть его душу. На «Волнолёте» Рэй Палмер собирает «детектор Парагонов», который выявляет, что настоящим Парагоном Храбрости является не Брюс, а Кейт Кейн. С Предвестницей связывается Анти-Монитор, просящий её помощи в уничтожении мультивселенной. |            |                                                                                       |                  |                               |                 |             |                     |
| 10 | 10         | «How Queer Everything Is Today!» «Как всё странно сегодня!»                           | Джеффри Хант     | Кэролайн Дрис                 | 19 января 2020  | T13.21960   | 0,78                |
| Неизвестный хакер взламывает систему управления поездом, чтобы вызвать крушение, но Бэтвумен предотвращает крушение и спасает пассажиров. Затем хакер шантажирует жителей Готэма, требуя 5 миллионов долларов, иначе он раскроет секреты каждого жителя. Люк предлагает отключить интернет в «Wayne Enterprises», чтобы не рисковать раскрытием тайны личности Бэтвумен, но Кейт решает рискнуть. След приводит её в Готэмскую школу, где она находит хакера — школьницу по имени Паркер Торез. Та рассказывает, что она лесбиянка и из-за этого испытывает проблемы с родителями-гомофобами, поэтому ей нужны были деньги, чтобы покинуть город. Алиса приходит в школу, берёт Паркер в заложники и заставляет Бэтвумен раскрыть свою личность перед школьницей. Затем она пытается заставить Паркер распространить по всему городскому интернету информацию, что Бэтвумен — это Кейт Кейн, угрожая взорвать школу. Паркер отправляет сообщение об этом на телефон Алисы, а всем остальным горожанам пишет о бомбе в школе. Мышь активирует детонатор, но школу успевают эвакуировать до взрыва, а «Вороны» арестовывают Алису. Бэтвумен рассказывает публике, что она лесбиянка. Тем временем Мэри пытается найти медицинского эксперта, который подтвердил бы в суде, что другой человек мог бы использовать кожную маску, которая придала бы ему полное внешнее сходство с Джейкобом Кейном, но ей все отказывают. Кейт и Мэри мирятся. К Кейт приходит другая версия её сестры — Бет Кейн, которая никогда не была Алисой. |            |                                                                                       |                  |                               |                 |             |                     |
| 11 | 11         | «An Un-Birthday Present» «Подарок на день рождения»                                   | Майрзи Алмас     | Чад Файвэш и Джеймс Стотеро   | 26 января 2020  | T13.21961   | 0,87                |
| Кейт и Люк понимают, что Бет Кейн переместилась после Кризиса с другой Земли. На той Земле сестра Кейт никогда не пропадала после аварии, не росла в заточении и не стала Алисой. Мышь берёт в заложники сыновей мэра Готэма и комиссара полиции, угрожая убить их, если Алису не освободят. Затем банда ловит и Кейт тоже. Бет предлагает, чтобы её загримировали под Алису и обменяли на заложников, чтобы обмануть Мышь. Сначала всё идёт по плану, но потом Мышь раскусывает обман. Начинается потасовка, во время которой загорается машина с заложниками. Кейт успевает спасти заложников и Бет до взрыва. Жители города требуют включить Бэт-сигнал. Тем временем Алиса сбегает, воспользовавшись леской из старой книги Льюиса Кэролла. У Бет и Алисы одновременно начинается сильный болевой приступ. Во флэшбеках показывают, как Бет росла в заточении в загородном доме отца Мыши, научилась делать кожные маски из человеческой кожи и стала Алисой. |            |                                                                                       |                  |                               |                 |             |                     |
| 12 | 12         | «Take Your Choice» «Делай свой выбор»                                                 | Тара Миле        | Эбони Гилберт                 | 16 февраля 2020 | T13.21962   | 0,86                |
| Бет и Алиса обе испытывают сильные болевые приступы и кровотечения - молекулы их организмов начинают распадаться, потому что две версии одного человека находятся на одной Земле. Софи отдаёт «Воронам» приказ не брать Алису живой, а застрелить её при задержании. Алиса узнаёт от Мыши про своего двойника и приходит в «Wayne Enterprises», где Кейт рассказывает ей, что одна из версий Бет Кейн должна умереть, чтобы другая выжила. Джейкоб Кейн и Софи просят пластического хирурга выступить в суде экспертом в вопросе кожных масок, тот просит о встрече с Мышью. Оказывается, что этот хирург - отец Мыши. Он хочет отомстить Алисе за то, что та отобрала у него сына, и заставляет Мышь сказать, где она находится. Алиса сообщает «Воронам», что находящаяся в розыске преступница - в здании «Wayne Enterprises». Кейт прячет Бет в Бэт-пещере. Мэри узнаёт от Алисы, что её кровь может спасти Бет или Алису от смерти, потому что она принимала антидот от яда, убившего её мать. Кейт решает вколоть кровь Мэри Бет, чтобы она выжила, а Алиса умерла. Алиса почти умирает, но отец Мыши убивает Бет, думая, что это Алиса. Алиса выживает и в порыве ярости вырубает Кейт. Тем временем в тюрьме Доджсон ранит Джейкоба заточкой, но другой заключённый не даёт добить его. |            |                                                                                       |                  |                               |                 |             |                     |
| 13 | 13         | «Drink Me» «Выпей меня»                                                               | Дермотт Даунс    | Джерри Шанди                  | 23 февраля 2020 | T13.21963   | 0,82                |
| В Готэме появляется новая преступница, которая парализует своих жертв при помощи кетамина и выкачивает из них кровь, за что пресса называет её вампиршей Ноктюрной. Бэтвумен почти ловит «вампиршу», но та парализует её и сбегает. Кейт и Люк пытаются вычислить Ноктюрну среди посетителей на открытии нового клуба Мэри, а та нападает на Алису и начинает выкачивать из неё кровь. Алиса убеждает Ноктюрну, чтобы та перестала забирать у неё кровь и отправилась за Мэри. Бэтвумен и Алиса совместными усилиями побеждают «вампиршу», а Алиса переливает свою кровь Мэри, чтобы спасти её. Тем временем суд оправдывает Джейкоба Кейна. «Вороны» думают, что Алиса убита, и решают направить все усилия на поимку Бэтвумен. Джейкоб узнаёт, что Софи общалась с Бэтвумен, и заставляет её выбрать между мстительницей в маске и охранной организацией. Алиса ищет Мышь, и понимает, что его отец жив и скрывается под личиной пластического хирурга. Мэри догадывается, что Кейт - это Бэтвумен. Софи и Бэтвумен целуются. |            |                                                                                       |                  |                               |                 |             |                     |
| 14 | 14         | «Grinning From Ear to Ear» «Ухмыляясь от уха до уха»                                  | Майкл Бланделл   | Дениз Харкви                  | 8 марта 2020    | T13.21964   | 0,77                |
| В Готэме появляется новая преступница Дуэла Дент (племянница бывшего окружного прокурора Харви Дента), которая нападает на моделей и изрезает их лица. В ходе расследования выясняется, что все жертвы были пациентками одного пластического хирурга (отца Мыши). Дуэла вырезает на лицах моделей шрам в форме улыбки - такой же, какой она вырезала сама себе на лице несколько лет назад. Бэтвумен и Софи объединяют усилия, ловят преступницу и спасают её последнюю жертву. Алиса успевает найти Дуэлу раньше полиции и срезать кожу с её лица, чтобы сделать кожную маску. Надев маску, она приходит к отцу Мыши, пленит его и заставляет сказать, где находится Мышь, не зная, что отец накачал его токсином страха. Тем временем адвокат заключённого, осуждённого за убийство Люциуса Фокса, просит Джейкоба Кейна замолвить за него словечко перед судьёй в знак признательности за то, что он спас Джейкоба от Доджсона в тюрьме. Джейкоб начинает разбираться в этом деле, обнаруживает несостыковки и начинает подозревать, что в убийстве Люциуса Фокса могли быть замешаны «Вороны». |            |                                                                                       |                  |                               |                 |             |                     |
| 15 | 15         | «Off With Her Head» «Отрубите ей голову»                                              | Холли Дэйл       | Натали Абрамс                 | 15 марта 2020   | T13.21965   | 0,78                |
| Во флэшбеках показывают, как мать подарила Кейт и Бет ожерелья с одинаковыми рубинами, такими же как в её серьгах. В настоящем времени Алиса оставляет связанного отца Мыши рядом со включённым Бэт-сигналом. Кейт зовёт отца, и они вдвоём допрашивают пленника. Он рассказывает, что заставил сына считать Алису врагом при помощи газа Пугала, а затем пытается совершить самоубийство, но Кейт спасает его. Тем временем Алиса находит Мышь, накачанного токсином страха, в бывшем доме «Красной Королевы» (так Мышь и Алиса в детстве прозвали бабушку Мыши). Из-за токсина Мышь нападает на Алису, связывает её и тоже накачивает токсином страха. Алиса видит в галлюцинациях, вызванных токсином, свой величайший страх — Красную Королеву. В обмен на обещание освобождения отец Мыши говорит Кейт адрес дома, где находится Алиса, и Джейкоб успевает спасти Алису до того, как она совершит самоубийство, обезумев от страха. Мэри и Люк находят машину человека, убившего Бет с другой Земли, и обнаруживают, что она принадлежала бабушке Мыши. Узнав, что отец Мыши убил Бет, Кейт в гневе убивает его. Во флэшбеках показывают, как Алиса в детстве подвергалась унижениям со стороны бабушки Мыши, а потом поняла, что та носит серьги её погибшей матери, нашла отрубленную голову матери в холодильнике и сожгла Красную Королеву заживо. |            |                                                                                       |                  |                               |                 |             |                     |
| 16 | 16         | «Through the Looking Glass» «В Зазеркалье»                                            | Садс Сазерленд   | Нэнси Киу                     | 22 марта 2020   | T13.21966   | 0,79                |
| Кейт, Алиса и Джейкоб закапывают труп отца Мыши, а потом Алиса сбегает. Кейт мучается из-за совершённого ей убийства. Алиса обнаруживает, что всех членов её банды перебил таинственный «друг из Корианы». Она просит сестру помочь ей найти Мышь. Они узнают, что Мышь напал на санитарку из психиатрической лечебницы «Аркхем», и, решив разузнать о его прошлом там, приходят к его бывшему врачу-психиатру. Вскоре туда является и Мышь, но «Вороны» опережают сестёр Кейн, ловят Мышь и передают его в «Аркхем». Алиса и Кейт проникают в лечебницу, чтобы освободить Мышь. Им удаётся добраться до камеры пленника и открыть её, никого не убив, но потом Кейт запирает Алису вместе с Мышью. Алиса оказывается в заключении в «Аркхеме». Тем временем Джейкоб просит Софи помочь с расследованием убийства Люциуса Фокса. Во время расследования Софи пытаются убить, но её спасает Джулия Пенниуорт. Судья направляет дело об убийстве Люциуса Фокса на пересмотр, а человека, осуждённого за это преступление, выпускает на свободу. Вечером того же дня освобождённого убивают на глазах Люка Фокса. Люк, Мэри, Софи и Джулия понимают, что настоящий убийца Люциуса Фокса заметает следы. На Джейкоба совершают покушение, но он убивает нападавшего. Кейт и Джулия целуются. |            |                                                                                       |                  |                               |                 |             |                     |
| 17 | 17         | «A Narrow Escape» «Узкий проход»                                                      | Пол Уэсли        | Дафна Майлз                   | 26 апреля 2020  | T13.21967   | 0,67                |
| Кейт перестаёт выступать в качестве Бэтвумен после панической атаки (когда она испугалась, что случайно убила преступника). Через неделю в Готэм возвращается после семилетнего перерыва преступник по прозвищу «Детонатор». Он выбирает одну за другой жертв, обвязывает их взрывчаткой и ставит перед выбором - либо умрёт жертва, либо умрёт много других людей. Джулия воодушевляет Кейт, и та решает расследовать преступления, не надевая супергеройский костюм. Она находит сына человека, который был «Детонатором» раньше, но оказывается, что сам «Детонатор» умер много лет назад. Кейт понимает, что за новыми взрывами стоит подражатель. Очередной взрыв случается рядом с подпольной клиникой Мэри, пациенты получают ранения, после этого она признаётся сестре, что знает о том, что она Бэтвумен, и просит её снова надеть костюм. Люк, Софи и Джулия понимают, что подражатель «Детонатора» является настоящим убийцей Люциуса Фокса, который продолжает заметать следы. Очередной жертвой подражателя становится Джейкоб Кейн, связанная с ним вторая бомба находится в здании «Wayne Enterprises». Бэтвумен ловит преступника (им оказывается глава отдела убийств «Воронов»). Тот рассказывает, что убийство Люциуса Фокса заказал Томас Эллиот. Люк хочет застрелить убийцу своего отца, но Кейт рассказывает ему, что убила отца Мыши, и убеждает его не совершать убийство. Джейкоб спасён, а Кейт и Люк успевают покинуть здание «Wayne Enterprises» до взрыва. Софи возвращается в «Вороны», Джулия также нанимается в это охранное агентство. Тем временем в «Аркхеме» Томас Эллиот ранит Алису заточкой. Она крадёт заточку и передаёт её Мыши, который убивает главврача психиатрической лечебницы и делает из его лица кожную маску, занимая его место.                             |            |                                                                                       |                  |                               |                 |             |                     |
| 18 | 18         | «If You Believe in Me, I'll Believe in You» «Если ты веришь в меня, то я верю в тебя» | Джеймс Бэмфорд   | Джеймс Стотеро и Чад Файвэш   | 3 мая 2020      | T13.21968   | 0,67                |
| Кейт занята поисками дневника Люциуса Фокса, из-за которого Томас Эллиот заказал его убийство. Кейт и Джулия приходят в ночной клуб, у владельца которого Томас оставил дневник. Их обеих ловят. Владелец ночного клуба выставляет на аукцион снаряжение Бэтвумен, а затем и её саму. Мэри приходит на аукцион и, воспользовавшись гаджетами от Люка Фокса, освобождает Бэтвумен. В суматохе Джулия тоже освобождается. Сорока (которую Алиса и Мышь выпустили из «Аркхема») крадёт дневник Люциуса. Бэтвумен забирает у неё дневник, но преступница сбегает. Кейт встречается и проводит ночь с барменшей, с которой она ранее рассталась из-за того, что не могла быть полностью честна в отношениях с ней. На утро Кейт обнаруживает, что барменша украла дневник Фокса. Чуть позже та отдаёт дневник Сороке. Оказывается, что они сёстры. Зрителям раскрывают, что Джулия также ищет дневник Люциуса, чтобы передать его кому-то. Тем временем в «Аркхеме» Алиса и Мышь предлагают Эллиоту отдать им дневник Фокса взамен на выход на свободу с новым лицом. Они отрезают лицо Томаса и делают из него кожную маску, которую надевают на повесившегося больного, убеждая таким образом «Воронов» в том, что Эллиот покончил жизнь самоубийством. Сам Томас остаётся без отрезанного лица с головой, замотанной бинтами. Сорока передаёт дневник Фокса Алисе и Мыши. Те обнаруживают, что он зашифрован. |            |                                                                                       |                  |                               |                 |             |                     |
| 19 | 19         | «A Secret Kept From All the Rest» «Секрет от всех остальных»                          | Грег Биман       | Джерри Шанди и Келли Ларсон   | 10 мая 2020     | T13.21969   | 0,71                |
| Кейт выясняет, что Джулия Пенниуорт пыталась узнать у бармешни, где находится дневник Люциуса Фокса, не сказав ей. Она начинает подозревать Джулию и из-за этого ссорится с Люком. Томас Эллиот без отрезанного лица с головой, замотанной бинтами, начинает совершать преступления в Готэме и получает прозвище «Хаш». Он похищает дешифровщиков, чтобы те помогли Алисе и Мыши расшифровать дневник Фокса. Первые двое похищенных терпят неудачу, а затем Хаш похищает Паркер Торез. Бэтвумен удаётся спасти Паркер, но преступник сбегает. Паркер временно занимает в команде Бэтвумен место Люка. Хаш похищает Люка, и Алиса требует у него расшифровать дневник отца, угрожая в случае неудачи сжечь электрическим разрядом мозг Джулии. Люку удаётся расшифровать текст, но он понимает, что сообщать его Алисе опасно, и решает пожертвовать своей жизнью и жизнью Джулии. Мэри находит очки Люциуса Фокса, при помощи которых можно автоматически расшифровывать зашифрованные тексты. Бэтвумен успевает прибыть в «Аркхем» вовремя и спасти жизни Люка и Джулии, отдав Алисе очки. Алиса, Мышь и Хаш сбегают из «Аркхема», устроив массовый побег заключённых. Джулия рассказывает Кейт, что планировала украсть дневник Люциуса по заказу Софии Сохейо, но теперь, когда она узнала, что в дневнике описан способ убить человека, носящего Бэт-костюм, более выполнять заказ не намерена. Джейкоб Кейн предупреждает Бэтвумен, что если ещё раз увидит её, то «Вороны» объявят ей войну. Алиса читает дневник Фокса и принимает решение найти криптонит. |            |                                                                                       |                  |                               |                 |             |                     |
| 20 | 20         | «O, Mouse!» «О, Мышь!»                                                                | Аманда Таппинг   | Холли Хендерсон и Дон Уайтхед | 17 мая 2020     | T13.21970   | 0,75                |
| Сбежавший из «Аркхема» заключённый Тим Тесла по прозвищу «Титан» совершает нападения на мирных жителей Готэма и убивает их, а «Вороны» не могут остановить его. Кейт вынуждена вновь надеть костюм Бэтвумен, чтобы поймать его. Сперва Титан побеждает её (потому что после серии травм мозга он стал невосприимчив к боли), но затем Бэтвумен и «Вороны» объединяются и совместными усилиями ловят и убивают его. После убийства Титана «Вороны» нападают на Бэтвумен и пытаются её убить. Кейт убегает. Тем временем Алиса ведёт поиски криптонита. Мышь собирается оставить её, и она отравляет его. Люк Фокс при помощи гидравлического пресса уничтожает криптонит, оставшийся от его отца, но у Кейт ещё остаётся кусок криптонита, полученный во время Кризиса. Она решает не уничтожать его, пока не поговорит с Супергёрл. Алиса дарит Хашу лицо Брюса Уэйна и отправляет его за криптонитом БЕТВУМЕН 18+ в «Wayne Enterprises».сериал не достиг большой попурности Популярность 67% |            |                                                                                       |                  |                               |                 |             |                     |

### Сезон 2 (2021)
| № общий | № в сезоне | Название                                                            | Режиссёр         | Автор сценария                                  | Дата премьеры   | Произв. код | Зрители в США (млн) |
| --- | ---------- | ------------------------------------------------------------------- | ---------------- | ----------------------------------------------- | --------------- | ----------- | ------------------- |
| 21 | 1          | «Whatever Happened to Kate Kane?» «Что случилось с Кейт Кейн?»      | Холли Дэйл       | Кэролайн Дрис                                   | 17 января 2021  | T13.22751   | 0,66                |
| Самолёт, на котором Кейт Кейн летела из Нэшнл-Сити в Готэм, терпит крушение. Девушка по имени Райан Уайлдер первая оказывается на месте крушения и находит костюм Бэтвумен в обломках самолёта. Тело Кейт не найдено, её родные и близкие продолжают поиски. Надев костюм Бэтвумен, Райан борется с уличными хулиганами. Люк и Мэри находят Райан и просят её отдать костюм, но та отказывается, говоря, что сперва должна отомстить убийце своей приёмной матери. Оказывается, что бандой, совершившей убийство, руководила Алиса. Тем временем Хаш под личиной Брюса Уэйна проникает в Бэт-пещеру, и Люк отдаёт ему криптонит. Хаш передаёт криптонит Алисе. Джулия Пенниуорт встречает его, понимает, что это не настоящий Брюс, и рассказывает об этом Люку и Мэри. Хаш находит и угоняет Бэт-мобиль. Он едет к Райан, чтобы забрать у неё костюм. Люк отключает Бэт-мобиль, но Хаш, используя криптонит, нападает на Райан, надевшую костюм Бэтвумен. Она побеждает его, при этом после драки кожная маска с лицом Брюса Уэйна оказывается содрана с лица Томми Эллиотта. Райан оставляет костюм Бэтвумен Люку и Мэри и уходит. Джейкоб Кейн находит Алису, и та рассказывает ему, что Кейт была Бэтвумен. Джулия передаёт Софи прощальное письмо Кейт, в котором та написала ей, что была Бэтвумен. Алиса получает послание от Софии Сохейо и рассказывает трупу Мыши, что собирается ей отомстить. Райан понимает, что ранение криптонитом не прошло для неё бесследно. |            |                                                                     |                  |                                                 |                 |             |                     |
| 22 | 2          | «Prior Criminal History» «Криминальное прошлое»                     | Карл Ситон       | Джеймс Стотеро и Чад Файвэш                     | 24 января 2021  | T13.22752   | 0,64                |
| Во флэшбеке 2 месяца назад Кейт в костюме Бэтвумен спасает Райан от грабителей. В настоящем времени Райан пытается устроиться на работу охранником в банк, но ей отказывают из-за криминального прошлого (она отсидела полтора года в тюрьме Блэкгейт за преступление, которого не совершала). Джейкоб и Софи пытаются выяснить, кто были сообщники Кейт, пока она была Бэтвумен. Они допрашивают Мэри и Люка, но тем удаётся уйти от подозрений. Райан предотвращает попытку ограбления, её по ошибке арестовывают «Вороны», но потом отпускают. После разговора с Софи Райан догадывается, что Алиса - это Бет Кейн. Труп Мыши, изгрызенный летучими мышами, доставляют в подпольную лечебницу Мэри. Обследовав его, Мэри, Люк и Райан понимают, что Мышь был отравлен Алисой. Тем временем Алиса рассказывает Джулии, что за падением самолёта Кейт стояла София и предлагает ей объединиться и отомстить Софии за смерть Кейт. На центральной площади Готэма собирается большой несанкционированный митинг в поддержку Бэтвумен. Алиса готовит теракт, и, узнав об этом, Мэри и Люк отправляют Райан в костюме Бэтвумен, чтобы та увела людей с площади. Появившаяся Алиса вступает с Райан в бой. Новая Бэтвумен почти побеждает, но Алиса отвлекает её, призвав огромную стаю летучих мышей (заражённых ядом), которые нападают на горожан. Райан находит устройство, призывавшее летучих мышей, с его помощью запирает их в пустом автобусе для перевозки заключённых и взрывает его, а Алиса отдаёт Мэри противоядие, и благодаря этому заражённых горожан удаётся спасти. Люк и Мэри разрешают Райан побыть Бэтвумен до возвращения Кейт. Софи почти ловит Алису, но вмешивается убийца Татьяна, присланная Софией. |            |                                                                     |                  |                                                 |                 |             |                     |
| 23 | 3          | «Bat Girl Magic!» «Магия Бэтгёрл!»                                  | Холли Дэйл       | Нэнси Киу                                       | 31 января 2021  | T13.22753   | 0,71                |
| Райан устраивается на работу в бар Мэри (гей-бар, который та открыла вместе с Кейт). В Готэм приезжает и совершает несколько убийств наёмный убийца Виктор Зас. Новая Бэтвумен находит его, но терпит поражение в первом столкновении, зато успевает завладеть списком его потенциальных жертв. Тогда Райан встречается с Засом без костюма и, используя деньги Мэри, пытается нанять его, чтобы убить Алису, но он отказывается. Люк выясняет, что заказчик Заса - София Сохейо. Мэри думает, что Кейт погибла и больше не вернётся, а у Люка ещё остаётся надежда. Выясняется, что побочным эффектом противоядия от яда, разносимого летучими мышами, стало исцеление тяжёлых болезней (таких как рак). Именно всех исцелившихся людей собирается убить Зас по заказу Софии. Он приходит в подпольную клинику Мэри и пытается убить её, но вовремя появившаяся Бэтвумен в новом костюме побеждает его. Тем временем Татьяна доставляет пленённых Алису и Софи к Софии Сохейо. Та говорит Алисе, что падение самолёта Кейт устроила не она. Она показывает подвеску Кейт и говорит Алисе, что вернёт ей сестру, если она кое-что для неё сделает. Джейкоб исследует найденный в обломках самолёта телефон Кейт. |            |                                                                     |                  |                                                 |                 |             |                     |
| 24 | 4          | «Fair Skin, Blue Eyes» «Светлая кожа, голубые глаза»                | Менхай Хада      | Эбони Гилберт                                   | 14 февраля 2021 | T13.22754   | 0,51                |
| Джейкоб Кейн объявляет награду в 1 миллион долларов за информацию о местонахождении Кейт. В Готэме распространяется новый наркотик «Укус змеи». Бэтвумен ловит наркодилера, но вынуждена отпустить его из-за включившегося сигнала тревоги. К ней обращается маленький мальчик и просит найти его пропавшего брата Кевина. Райан понимает, что мальчика похитили, чтобы продать в банду. Она приходит к похитительнице без костюма, и её ловят, но ей удаётся сбежать, узнав от похитительницы, что Кевин уже попал в банду. Банда ловит Джейкоба, и Кевину велят убить его в качестве обряда посвящения. Бэтвумен появляется вовремя, они с Джейкобом побеждают банду, а она убеждает Кевина не убивать главу «Воронов». Тем временем Алиса и Софи ищут человека по прозвищу Оушен, потому что София пообещала Алисе отдать Кейт в обмен на него. При помощи Люка Фокса они находят логово Оушена и сталкиваются там с грабительницей. Алиса признаётся Софи, что хочет найти Кейт, чтобы убить её. Во флэшбеках показывают, как 12-летняя Райан жила в приюте и её похитили, чтобы продать в банду. Затем подруга Райан из приюта Анжелика специально попалась в руки той же похитительницы и помогла ей сбежать. Оказывается, что повзрослевшая Анжелика - это грабительница, с которой Алиса и Софи столкнулись в логове Оушена. |            |                                                                     |                  |                                                 |                 |             |                     |
| 25 | 5          | «Gore on Canvas» «Запёкшаяся кровь на холсте»                       | Норма Бэйли      | Дэниэл Томсен                                   | 21 февраля 2021 | T13.22755   | 0,51                |
| Джейкоб продолжает поиски картины Джека Напье, которой Кейт интересовалась незадолго до исчезновения. Бэтвумен ловит одного из людей Софии. Софи предлагает ей работать вместе с «Воронами», чтобы найти Кейт. Сперва Райан отказывается, но Люк переубеждает её. Пойманный совершает самоубийство, раскусив ампулу с ядом, но Бэтвумен и «Вороны» успевают узнать, что картина Напье содержит карту, указывающую путь к Кориане (острову Софии). Райан идёт на подпольный аукцион коллекционеров, где выставлена на продажу эта картина, и встречает там Анжелику, продающую наркотики. Она хочет украсть картину, но её опережает вор по прозвищу Паук-волк. «Вороны» заполучают картину, но при этом серьёзно ранят Паука-волка. Оказывается, что это был Эван - старый друг Кейт. Мэри спасает его жизнь в своей подпольной клинике. Райан решает больше не сотрудничать с «Воронами» из-за того, что они сделали. Выясняется, что картина, выставленная на аукционе и доставшаяся «Воронам», была подделкой. Райан всё сильнее страдает из-за ранения криптонитом. Тем временем Алиса находит Оушена. Они оба понимают, что уже общались ранее, но не помнят этого, потому что София стёрла им память. Объединившись, они убивают присланных Софией убийц. Оушен рассказывает Алисе, что настоящая картина Джека Напье находится у него. |            |                                                                     |                  |                                                 |                 |             |                     |
| 26 | 6          | «Do Not Resuscitate» «Не реанимировать»                             | Холли Дэйл       | Кэролайн Дрис и Дафна Майлз                     | 28 февраля 2021 | T13.22756   | 0,48                |
| У Райан усиливаются боли из-за ранения криптонитом, она попадает в больницу. Результаты анализов показывают сильное заражение радиацией. Тем временем в лаборатории фармацевтической компании безуспешно пытаются синтезировать противоядие от яда, который разносили летучие мыши, побочным эффектом которого было излечение хронических болезней. После ряда безуспешных попыток они решают пойти иным путём и выпускают смертельно больного пациента, склонного к вспышкам агрессии. Он нападает на Джейкоба и Мэри, похищает их и требует у Мэри противоядие. «Вороны» узнают, что поддельную картину Джека Напье изготовил Оушен. Чтобы найти его, Софи просит Райан установить жучок в телефон Анжелики. Та соглашается в обмен на обещание, что «Вороны» не будут преследовать Анжелику. Алиса и Оушен вспоминают, что раньше были любовниками. Софи находит их и заставляет Оушена отдать ей настоящую картину Напье (и карту, показывающую путь к Кориане). Бэтвумен побеждает пациента-психопата и освобождает Мэри и Джейкоба, но люди из фармацевтической кампании угрожают убить Софи и заставляют её отдать карту, указывающую путь к Кориане. Джейкоб решает закрыть подпольную клинику Мэри. Анжелика узнаёт о жучке и ссорится с Райан из-за него. Алиса звонит Софии и говорит, что убила Оушена, но на самом деле тот жив, и они вдвоём задумали обмануть Софию. |            |                                                                     |                  |                                                 |                 |             |                     |
| 27 | 7          | «It’s Best You Stop Digging» «Лучше бы ты перестал копать»          | Эви Йобиан       | Джерри Шанди                                    | 14 марта 2021   | T13.22757   | 0,59                |
| Ранение криптонитом продолжает негативно влиять на Райан: она начинает видеть галлюцинации. Под их воздействием она в костюме Бэтвумен приходит к Анжелике, а затем к Алисе, чтобы отомстить ей за убийство своей приёмной матери. Почти убив Алису, Райан вовремя останавливается и оставляет её в живых, нацепив на неё отслеживающий маячок. «Вороны» приходят в фармацевтическую компанию, которая заполучила карту, указывающую путь к Кориане, и обнаруживают, что все сотрудники убиты присланными Софией убийцами, а карта уничтожена. Тем временем Алиса ловит Татьяну, присланную Софией за телом якобы убитого Оушена, и заставляет ту рассказать, почему София стёрла ей и Оушену память. Алиса и Татьяна забирают фальшивый труп Оушена и уезжают на Кориану. Во флэшбеках показывают, как Алиса впервые попала на Кориану и сошлась с Оушеном. Влюбившись друг в друга, они решили сбежать с острова, забрав с собой растение, излечивающее хронические болезни. София узнала об этом и в наказание при помощи гипнотизёра Энигмы лишила их воспоминаний друг о друге, попутно лишив Алису чувств и сделав её одержимой местью Кэтрин. |            |                                                                     |                  |                                                 |                 |             |                     |
| 28 | 8          | «Survived Much Worse» «Выжить намного хуже»                         | Холли Дэйл       | Натали Абрамс                                   | 21 марта 2021   | T13.22758   | 0,55                |
| Люк передаёт Софи данные с отслеживающего маячка, который Бэтвумен нацепила на Алису. «Вороны» отправляются вслед за ней на Кориану, но по пути туда люди Софии нападают на Джейкоба и Софи, пленят их и увозят на остров. Чтобы спасти их и Кейт, Райан делает себе укол адреналина, который позволяет ей временно перестать чувствовать боль от ранения криптонитом, и отправляется на Кориану. Она помогает Софи и Джейкобу победить Татьяну и сбежать, но потом люди Софии ловят её. При помощи Бэтвумен София узнаёт, что Алиса обманула её и подсунула фальшивый труп Оушена. Взамен за это София обещает отдать Райан растение, излечивающее хронические болезни, которое могло бы вылечить ей от ранения криптонитом. Оказавшись в одной камере с Алисой, Райан убеждает её, что она хочет не убить сестру, а вернуть её. София приводит к Алисе пойманного настоящего Оушена и приказывает убить его, чтобы взамен получить Кейт. Алиса убивает Оушена, но потом София признаётся ей, что всё время обманывала её, и Кейт никогда не было на острове. София воскрешает Оушена. Оказывается, что это Татьяна устроила падение самолёта Кейт и подставила в этом Софию. В наказание за это София убивает её. Алиса поджигает поля с растением, излечивающим хронические болезни, до того как Райан успевает получить одно из них. Тем временем одна из наёмных убийц Софии приезжает в Готэм и нападает на Мэри и Люка, но им удаётся отбиться при помощи Джулии Пенниуорт. Она рассказывает, что в море нашли части тела, ДНК которого совпадает с ДНК Кейт. Неожиданно оказывается, что растение Райан, на которое пролилась кровь наёмной убийцы, распустилось как растение, излечивающее хронические болезни. |            |                                                                     |                  |                                                 |                 |             |                     |
| 29 | 9          | «Rule #1» «Правило №1»                                              | Майкл Бланделл   | Майя Хьюстон и Нэнси Киу                        | 28 марта 2021   | T13.22759   | 0,44                |
| Проходят заочные (без тела в гробу) похороны Кейт Кейн. Райан в знак памяти предыдущей Бэтвумен сажает растение, излечивающее хронические болезни, которое спасло ей жизнь, в Бэт-пещере. Зрителям показывают, что живая Кейт находится в плену у Чёрной Маски. Через месяц Анжелика приходит к Райан, извиняется перед ней и обещает уйти из наркобизнеса. Члены банды наркоторговцев убивают комиссара полиции Готэма. Джордан Мур (сестра Софи) становится свидетельницей убийства, но отказывается давать показания «Воронам», потому что не доверяет им. Она сообщает Бэтвумен, что у водителя, увозившего убийц, был браслет в форме золотого ключа. Райан понимает, что это браслет Анжелики, значит та принимала участие в убийстве. Она предлагает подруге сдаться полиции, та соглашается, но члены банды наркоторговцев успевают схватить её прежде. Бэтвумен приходит за ней, но её тоже пленят. Чёрная Маска рассказывает Райан, что его дочь поймали «Вороны» и убила предыдущая Бэтвумен. Софи успевает появиться вовремя и спасти Бэтвумен, они вдвоём освобождают Анжелику. Та даёт признательные показания в убийстве комиссара полиции, но отказывается называть имена других убийц, взяв всю вину на себя (потому что Чёрная Маска угрожал ей, что убьёт Райан, если она не сделает этого). Джулия начинает расследовать обстоятельства крушения самолёта Кейт и понимает, что у неё есть провалы в памяти. Чёрная Маска приводит Энигму к Кейт. Тем временем Алиса видит в галлюцинациях молодую Кейт, пьёт с ней чай, а потом откапывает труп кошки, которая кажется ей живой. |            |                                                                     |                  |                                                 |                 |             |                     |
| 30 | 10         | «Time Off for Good Behavior» «Свободное время за хорошее поведение» | Эрик Дин Ситон   | Джеймс Стотеро и Чад Файвэш                     | 11 апреля 2021  | T13.22760   | 0,50                |
| Бэтвумен ловит одного за другим наркоторговцев, чтобы прекратить распространение наркотика «Укус змеи» в Готэме. Джордан открывает новый общественный центр в бедном районе. Вскоре после открытия центр подвергается нападению преступника по прозвищу «Киловольт», который использует пушку, стреляющую молниями. Он сжигает центр. Бэтвумен удаётся отобрать у него пушку, когда он нападает на бывшего журналиста, расследовавшего серию нападений на общественные центры. Люк выясняет, что под маской Киловольта скрывается заключённый из тюрьмы, которого выпускали на один вечер (давая свободное время за хорошее поведение) во время каждого нападения. Бэтвумен вступает в схватку с директором тюрьмы (который организовывал нападения Киловольта) и его помощниками, почти проигрывает, но вовремя появившийся Люк спасает её. Райан убеждает Анжелику сообщить «Воронам» имена убийц комиссара полиции. Чёрная Маска убивает их и оставляет их трупы «Воронам». Анжелику выпускают из тюрьмы, но наркоторговцы захватывают её (она нужна им, так как только она и Оушен знают секрет изготовления «Укуса змеи»). Тем временем наркоторговцы нападают на Джейкоба и вкалывают ему наркотик. Роман Сайонис приносит ему ещё одну дозу, и Джейкоб принимает её, потому что не может справиться с появившейся зависимостью. Джулия и Алиса объединяются, чтобы найти Энигму и восстановить воспоминания Джулии о расследовании исчезновения Кейт, которые оказались стёрты. Она понимает, что Энигма - это доктор Эвелин Райм, которая консультирует «Воронов». Джулия пытается заставить гипнотизёра рассказать ей правду о стёртых воспоминаниях, но та снова стирает ей память, после чего она решает перевестись в Берлин. Алиса просматривает записи Энигмы и узнаёт, что её отец переживает из-за того, что не смог спасти её много лет назад, но всё равно решает стереть свои воспоминания о прошлом, о семье. |            |                                                                     |                  |                                                 |                 |             |                     |
| 31 | 11         | «Arrive Alive» «Прибыть живым»                                      | Майрзи Алмас     | Дафна Майлз и Дэниэл Томсен                     | 18 апреля 2021  | T13.22761   | 0,56                |
| Чёрная Маска заставляет похищенную Анжелику возобновить изготовление наркотика «Укус змеи». Бэтвумен ловит одного из курьеров, работающих в банде наркоторговцев, но им оказывается Софи, которая работала под прикрытием. Из-за этого они обе упускают шанс найти логово банды. Райан решает сама внедриться под прикрытием в банду, чтобы освободить подругу. Наркоторговцы принимают её курьером, и она едет на машине Мэри со специальным ИИ-автопилотом от Люка. Райан удаётся установить отслеживающий маячок в передаваемые наркоторговцами ингредиенты. Софи получает от неё данные маячка и отправляется в голово банды одна. Чёрная Маска ловит её, но Бэтвумен вовремя приходит и освобождает её. Софи и Бэтвумен пленят Чёрную Маску, но вынуждены отпустить его, потому что он угрожает убить Анжелику. Анжелика признаётся Чёрной Маске, что не знает полностью формулу изготовления «Укуса змеи», но может помочь ему найти Оушена. Один из агентов «Воронов» находит кровь Бэтвумен на месте её схватки с Чёрной Маской и берёт образец, чтобы сделать анализ и установить её личность. Софи находит в машине ИИ-автопилот и понимает, что Райан - это Бэтвумен. Тем временем Алиса просит Энигму стереть ей все воспоминания о сестре. Сеанс гипноза прерывает внезапно появившийся Оушен. Алиса и Оушен начинают драться, но Энигма произносит кодовое слово, которое возвращает этим двоим воспоминания друг о друге. Оушен говорит Алисе, что София прислала его в Готэм, чтобы он забрал и привёз на Кориану растение, излечивающее хронические болезни (которое Анжелика подарила Райан, а та посадила в Бэт-пещере). |            |                                                                     |                  |                                                 |                 |             |                     |
| 32 | 12         | «Initiate Self-Destruct» «Инициировать самоуничтожение»             | Глен Винтер      | Рассказ: Зак Сиддики Телесценарий: Джерри Шанди | 2 мая 2021      | T13.22762   | 0,38                |
| Энигма проводит над Кейт Кейн последний сеанс гипноза и окончательно стирает ей память, заменив её воспоминаниями Цирце Сайонис, погибшей дочери Романа Сайониса. Банда Чёрной Маски похищает Оушена. Софи сообщает Бэтвумен, что «Вороны» заполучили образец её ДНК и скоро вычислят её личность. Мэри и Люк предлагают Райан решить эту проблему, но она отправляется в логово Чёрной Маски, чтобы освободить Анжелику. Алиса отправляется туда же, чтобы спасти Оушена. Бэтвумен и Алиса временно объединяются против общего врага. Они прибывают в логово и побеждают охрану, но затем Райан приковывает Алису наручниками и дальше идёт одна. Анжелика и Оушен рассказывают наркоторговцам рецепт изготовления «Укуса змеи», а затем те собираются убить их, но Бэтвумен вовремя приходит и спасает их. Спасённые Анжелика и раненный Оушен уходят, а на Райан нападает Кейт с промытыми мозгами, которая считает себя Цирце. Кейт почти побеждает новую Бэтвумен, но Алиса вовремя спасает её. После этого Райан уходит, оставив Алису Кейт. Анжелика решает уйти в программу защиты свидетелей и уехать из Готэма, а Райан остаётся в городе, чтобы изменить его к лучшему. Чёрная Маска велит Кейт бросить пленённую Алису в подвал. Тем временем Софи и Мэри при помощи флэшки-стирателя от Люка пытаются удалить ДНК Бэтвумен из базы данных. Это не удаётся, но Софи удаляет ДНК Райан из базы, поэтому «Воронам» не удаётся найти совпадения ни с кем. Софи узнаёт, что Джейкоб употребляет «Укус змеи» и стал зависим от него. Она говорит об этом Мэри, но та не верит ей. |            |                                                                     |                  |                                                 |                 |             |                     |
| 33 | 13         | «I'll Give You a Clue» «Я дам тебе ключ»                            | Маршалл Вирту    | Кэролайн Дрис и Натали Абрамс                   | 9 мая 2021      | T13.22763   | 0,38                |
| Преступник по прозвищу «Мастер подсказок», которого Софи поймала 5 лет назад, сбегает из тюрьмы. Он отправляет Софи бутылку текилы и предлагает ей сыграть в игру: он будет загадывать загадки, и если она их не отгадает, то погибнут люди. Софи, Райан и Мэри ведут расследование. Они решают первую загадку и спасают от отравления Стефани, дочь Мастера. Пока Стефани и Люк разгадывают следующую загадку, Софи, Райан и Мэри попадают в ловушку и вынуждены отвечать на вопросы, чтобы не взорваться. Софи говорит Райан, что знает о том, что она Бэтвумен. Райан решает довериться Софи и отправляет её в Бэт-пещеру. Мастер узнаёт, что 5 лет назад Стефани предала его и помогла Софи решить загадку, после чего решает убить её, но Люк спасает девушку. Благодаря своевременной помощи Софи Мэри и Райан тоже спасаются. Тем временем Чёрная Маска пытает Алису, требуя от неё назвать настоящее имя Бэтвумен. Она освобождается и звонит Джейкобу, но тот находится под кайфом, приняв «Укус змеи», поэтому никак не помогает ей, и её снова ловят. Алиса предлагает Чёрной Маске, чтобы тот отпустил её в обмен на то, что она сделает Цирце-Кейт новое лицо взамен обожжённого. Алиса понимает по глазам Кейт, что это её сестра. Джейкоба с передозировкой «Укуса змеи» привозят в подпольную клинику Мэри. |            |                                                                     |                  |                                                 |                 |             |                     |
| 34 | 14         | «And Justice For All» «И справедливость для всех»                   | Роберт Дункан    | Эбони Гилберт и Майя Хьюстон                    | 16 мая 2021     | T13.22764   | 0,34                |
| Зомби-каннибалы совершают нападения на жителей города по всему Готэму. Оказывается, что некоторые наркоманы превращаются в зомби-каннибалов, после того как принимают «Укус змеи» (потому что без Оушена наркоторговцы готовят его по новому рецепту, вызывающему новые побочные эффекты). Райан и Люка арестовывают полицейские, обвинившие их в организации чересчур громкого сбора пожертвований в баре. Софи пытается вступиться за них, но её тоже арестовывают. После того как их троих наконец выпускают, Бэтвумен начинает вкалывать зомби-каннибалам противоядие, изобретённое Мэри, но появившиеся «Вороны» расстреливают большую группу зомби, ослушавшись приказа Софи. Бэтвумен всё же вкалывает противоядие нескольким попавшимся ей зомби, спасая при этом полицейского, арестовавшего её раньше. Джейкоб, отошедший от передозировки «Укуса змеи», помогает Мэри в её клинике лечить жертв нападений зомби. Софи решает уйти из «Воронов». Люк поздно вечером встречает на улице угонщика, с которым познакомился в камере, когда тот снова пытается угнать машину. Он пытается показать появившемуся агенту «Воронов» сделанное им на телефон фото взлома, но агент реагирует на резко выхваченный телефон и несколько раз стреляет Люку в грудь. Тем временем Роман Сайонис отпускает Алису, после того как она сделала Кейт лицо его погибшей дочери. Она приходит к Энигме и требует, чтобы та вернула Кейт её настоящую память. Гипнотизёрша рассказывает Алисе, как вернуть Кейт память, но не успевает сказать ей пароль. Оушен убивает Энигму, говоря Алисе, что любит её и считает, что ей лучше считать Кейт мёртвой, так как Кейт Кейн токсична для Алисы (Бет Кейн). |            |                                                                     |                  |                                                 |                 |             |                     |
| 35 | 15         | «Armed and Dangerous» «Вооружён и опасен»                           | Холли Дэйл       | Нэнси Киу                                       | 6 июня 2021     | T13.22765   | 0,42                |
| Люк Фокс попадает в больницу с тяжёлым огнестрельным ранением и видит в галлюцинациях своего отца и Брюса Уэйна. Агент «Воронов», стрелявший в Люка, чтобы выгородить себя, утверждает, что тот первый выхватил пистолет. Бэтвумен ловит угонщика, и тот рассказывает ей, что Люк выхватил телефон, перед тем как в него стреляли. Затем она ловит агента и пытается заставить его признаться, но другие «Вороны» помогают ему скрыться. «Вороны» публикуют изменённую техническим способом видеозапись, на которой Люк выхватывал из кармана не телефон, а пистолет. Джейкоб пытается отстранить агента, стрелявшего в Люка, но тот не подчиняется и нападает на него. Райан проникает в серверную «Воронов», чтобы найти оригинальное видео, которое обелило бы Люка и доказало бы, что он не доставал пистолет, но вынуждена вместо этого отправиться спасти Джейкоба. Группа коррумпированных агентов собираются устроить Джейкобу смертельную передозировку «Укуса змеи», но Бэтвумен вовремя останавливает их и спасает его. Мэри синтезирует лекарство из растения, посаженного в Бэт-пещере, а Паук-волк незаметно проносит его в больничную палату мимо охраны и даёт его Люку. Он выздоравливает и приходит в себя. Коррумпированных агентов сажают в тюрьму. Джейкоб заявляет на пресс-конференции о роспуске организации «Воронов». Тем временем Алиса находит в записях Энигмы папки с данными Кейт и Мэри и предупреждает Мэри об угрозе со стороны Чёрной Маски и Цирце Сайонис. Алиса говорит Оушену, что не хочет выбирать между ним и сестрой. Она приходит к Джейкобу и рассказывает ему, что Кейт жива. |            |                                                                     |                  |                                                 |                 |             |                     |
| 36 | 16         | «Rebirth» «Перерождение»                                            | Майкл А. Алловиц | Дэниэл Томсен                                   | 13 июня 2021    | T13.22766   | 0,41                |
| София приезжает в Готэм, узнаёт от Романа Сайониса, что Кейт получила воспоминания Цирце от Энигмы и лицо Цирце от Алисы, и рассказывает ему, что Алиса - это Бет Кейн. Татьяна убивает человека, находящегося под программой защиты свидетелей, которого 5 лет назад ослепила Цирце Сайонис. Алиса и Джейкоб пленят Цирце-Кейт и пытаются вернуть ей её настоящие воспоминания. Банда Чёрной Маски и Татьяна нападают на них до того, как они успевают закончить. Роман Сайонис раскрывает Джейкобу, что полиция Готэма коррумпирована и работает на него. Джейкоба арестовывают. Бэтвумен отдаёт Софии растение, излечивающее хроническое болезни, в обмен на Алису. Алиса отправляется к Оушену, чтобы спасти его от Татьяны, убивает её, но не успевает - когда она находит Оушена, то тот уже мёртв. Цирце-Кейт приходит к Роману и Софии и требует, чтобы ей рассказали правду о том, кто она такая. Тем временем Люк впадает в тяжёлую депрессию после ранения и выздоровления. Коррумпированного агента, стрелявшего в Люка и пытавшегося убить Джейкоба, выпускают на свободу под залог. Люк встречает его в баре и выигрывает у него крупную сумму денег в покер. После этого в переулке возле бара бывший агент избивает Люка, но ему удаётся спастись при помощи Джона Диггла. Диггл помогает Люку взять себя в руки и выйти из депрессии. Джейкоб звонит Мэри и говорит, что его переводят в Метрополис, а также просит у неё, чтобы она дала шанс Алисе (Бет Кейн), так как, увидев их вместе, он обрёл надежду. Также Джейкоб сказал, что, увидев, как Кейт была погребена под личностью Цирце, он понял, что то же самое могло быть и с Бет, которая погребена под личностью Алисы. |            |                                                                     |                  |                                                 |                 |             |                     |
| 37 | 17         | «Kane, Kate» «Кейн, Кейт»                                           | Карл Ситон       | Чад Файвэш и Джеймс Стотеро                     | 20 июня 2021    | T13.22767   | 0,44                |
| Бэтвумен нападает на фармацевтическую компанию Романа Сайониса в поисках Цирце-Кейт, но не находит её. Та сама приходит в бар и напивается, потому что якобы не может определиться с тем, кто она такая. Но она вводит Люка и Мэри в заблуждение, а на самом деле становится на сторону Сайониса и Софии, передавая им дневник Кейт, где записаны тайны первой Бэтвумен. Чёрная Маска нанимает себе в банду многих уволенных бывших «Воронов». Райан собирается перестать быть Бэтвумен из-за возвращения Кейт. Коррумпированные полицейские арестовывают её, подбросив наркотики. Цирце-Кейт вырубает Люка, Мэри и Софи при помощи усыпляющих дротиков и крадёт из хранилища Бэтмена предметы побеждённых им злодеев, в том числе лозу Ядовитого Плюща и веном Бейна. Райан удаётся сбежать. Она возвращается в Бэт-пещеру и сходится в схватке с Цирце-Кейт. Цирце побеждает и уходит с украденными трофеями Бэтмена, потому что Софи не может справиться с чувствами и выстрелить в неё. Тем временем Алиса кремирует труп Оушена и высыпает его прах в океан. София предлагает ей прекратить вражду и вернуться вместе с ней на Кориану. Алиса отказывается и убивает её, отомстив за убийство Оушена. |            |                                                                     |                  |                                                 |                 |             |                     |
| 38 | 18         | «Power» «Сила»                                                      | Холли Дэйл       | Кэролайн Дрис                                   | 27 июня 2021    | T13.22768   | 0,40                |
| Чёрная Маска выступает по телевидению, говорит, что разложил по всему городу множество коробок с чёрными масками, и призывает жителей Готэма надеть их, поднять восстание и свергнуть городское правительство. На самом деле его план состоит в том, чтобы взять власть в свои руки (под личиной Романа Сайониса) после того, как восставшие уничтожат полицию и мэра. Горожане поднимают восстание. Райан и Алиса объединяются, чтобы найти Цирце-Кейт. Алиса побеждает Сайониса, распылив ему в лицо кислоту из цветка-ловушки Джокера. Райан дерётся с Цирце-Кейт и распыляет ей в лицо «Укус змеи» в виде газа (по совету Мэри, чтобы к Кейт вернулись настоящие воспоминания). Случайно вдохнувшая газ Алиса видит в галлюцинациях Оушена и прощается с ним. В ходе драки Цирце-Кейт и Алиса вместе падают с моста в реку, но Алиса спасает сестру. Тем временем Чёрная Маска даёт смесь венома Бейна и «Укуса змеи» бывшему агенту «Воронов», который стрелял в Люка Фокса. Тот почти умирает из-за принятых веществ, но выживает, и его доставляют в подпольную клинику Мэри. Люк находит в архиве своего отца костюм Бэтвинга, надевает его и спасает Мэри от озверевшего бывшего агента. Восстание в Готэме сходит на нет, когда горожане читают открытое письмо Бэтвумен и передумывают бунтовать. Полиция арестовывает Алису. Комитет по условно-досрочному освобождению снимает надзор с Райан. Кейт говорит, что костюм Бэтвумен теперь принадлежит Райан, и уезжает из Готэма на поиски Брюса Уэйна. Тем временем Райан идёт в психиатрическую лечебницу «Аркхем» и видит, как сошедший с ума Роман Сайонис (Чёрная Маска) постоянно повторяет одно и тоже слово Янус. Также он является соседом Алисы, так как его камера находится напротив камеры Алисы. Райан приходит к Алисе в тюрьму, и та говорит ей, что её биологическая мать не умерла при родах (как она думала), а до сих пор жива. Зрителям показывают, что предметы побеждённых Бэтменом злодеев в результате драки унесло рекой, и лоза Ядовитого Плюща дала побеги. |            |                                                                     |                  |                                                 |                 |             |                     |

### Сезон 3 (2021—2022)
| № общий | № в сезоне | Название                                                | Режиссёр       | Автор сценария                             | Дата премьеры   | Произв. код | Зрители в США (млн) |
| --- | ---------- | ------------------------------------------------------- | -------------- | ------------------------------------------ | --------------- | ----------- | ------------------- |
| 39 | 1          | «Mad as a Hatter» «Безумный как Шляпник»                | Холли Дэйл     | Кэролайн Дрис                              | 13 октября 2021 | T13.23151   | 0,47                |
| Бэтвумен и Бэтвинг разыскивают один за другим предметы побеждённых Бэтменом злодеев, которые унесло рекой после драки на мосту между Райан, Алисой и Цирце-Кейт. Один из фанатов Алисы заполучает шляпу Безумного Шляпника и при помощи гипноза заставляет нескольких жителей Готэма совершить преступления. Этого подражателя Шляпника параллельно пытаются выследить команда Бэтвумен и детектив Рене Монтойя. Он приходит на выпускной вечер Мэри в медицинском университете и гипнотизирует всех присутствующих. Под его гипнозом Мэри вырезает один за другим органы главы университета. Люк находит способ блокировать гипнотизирующее воздействие шляпы, а Бэтвумен вызволяет Алису из «Аркхема», чтобы она помогла поймать подражателя Шляпника. Мэри вызывает у главы университета остановку сердца, а затем реанимирует его. Алиса убеждает подражателя Шляпника снять гипноз со всех присутствующих, а затем бьёт его ножом в спину. После этого Бэтвумен и Бэтвинг ловят Алису и отправляют её обратно в «Аркхем». Люк обнаруживает в костюме Бэтвинга встроенный ИИ с голосом его отца. Рене Монтойя освобождает Алису из «Аркхема» в обмен на сотрудничество в поимке других суперзлодеев. Она также угрожает Райан разоблачением и заставляет её присоединиться к ним. Тем временем Софи исследует обстоятельства рождения Райан и узнаёт, что её биологическая мать осталась жива и заплатила коррумпированному врачу за сокрытие информации. |            |                                                         |                |                                            |                 |             |                     |
| 40 | 2          | «Loose Teeth» «Шатающиеся зубы»                         | Джеффри Хант   | Чад Файвэш и Джеймс Стотеро                | 20 октября 2021 | T13.23152   | 0,48                |
| Кто-то неизвестный убивает ночью в бассейне двух студентов, преступление совершено в стиле Убийцы Крока. Настоящий Убийца Крок был уничтожен полицией Готэма много лет назад при помощи взрыва, от него остался только зуб, который был в числе пропавших трофеев Бэтмена. Алиса и Бэтвумен, сотрудничающие по приказу детектива Монтойи, ищут того, кто совершил это преступление, и выясняют, что студенты были не первыми его жертвами. Они находят приманку, которую оставил отец мальчика, похищавшего людей (заразившегося от зуба той же инфекцией, что и Убийца Крок когда-то, и превратившегося из-за этого в крокодилоподобное существо). Отец мальчика нападает на Райан, но внезапно появившийся мутировавший сын уносит его. Бэтвумен ловит мутанта и спасает живой его последнюю жертву. Алиса уничтожает электронный браслет и сбегает от Райан в канализации, но затем Бэтвинг ловит её и вкалывает ей наноботов, которые позволят Бэтвумен и полиции отслеживать её. Тем временем Джада Джет (биологическая мать Райан) приходит в «Wayne Enterprises» и требует у Райан, чтобы та не лезла в её дела. Райан наносит матери ответный визит и говорит, что она её дочь. Мэри понимает, что ИИ костюма Бэтвинга считает, что у Люка осталась психологическая травма после огнестрельного ранения. Детектив Монтойя выясняет, что лоза, которая попала в полицию - подделка, а настоящая лоза Ядовитого Плюща всё ещё где-то в городе. |            |                                                         |                |                                            |                 |             |                     |
| 41 | 3          | «Freeze» «Фриз»                                         | Грег Биман     | Нэнси Киу                                  | 27 октября 2021 | T13.23153   | 0,41                |
| Один готэмский школьник находит капсулу с жидким азотом, которая раньше принадлежала Мистеру Фризу, и случайно замораживает целый автобус. Сестра Норы Фриз (вдовы Виктора Фриза) крадёт капсулу из хранилища улик в полиции. Банда ловит сестёр, забирает капсулу и заставляет их включить криокамеру Мистера Фриза. Нора Фриз рассказывает, что за 3 года после разморозки она постарела на все те годы, которые была заморожена, до своего реального возраста. Лидер банды побеждает Бэтвумен и засовывает её в криокамеру. Софи разговорами по рации помогает Райан не заснуть и не замёрзнуть, а Бэтвинг вовремя приходит и выпускает её из криокамеры. Во время погони за бандой Люк при помощи капсулы жидкого азота чинит взорванный участок моста, а Бэтвумен проезжает по нему на Бэт-мобиле. Бэтвумен и Бэтвинг освобождают Нору и её сестру, но банде удаётся скрыться. Мэри, вопреки совету Алисы, рассказывает Райан о психологической травме Люка, но та решает всё равно продолжать работать с ним как с напарником. Сумасшествие Алисы усиливается. Тем временем Джада Джет угрожает Райан, чтобы та держалась подальше от её семьи, иначе она пожалеет. Сын Джады Маркус (брат Райан) приходит к ней и просит принять его на работу в «Wayne Enterprises». После долгих сомнений Райан решает отказать ему. Лоза Ядовитого Плюща утаскивает Мэри вглубь парка. |            |                                                         |                |                                            |                 |             |                     |
| 42 | 4          | «Antifreeze» «Антифриз»                                 | Холли Дэйл     | Дэниэл Томсен                              | 3 ноября 2021   | T13.23154   | 0,52                |
| Маркус приглашает Райан поучаствовать в приёме богачей Готэма. Пришедшую на тот же приём Джордан (сестру Софи) похищают. Похититель замораживает её при помощи модифицированного оборудования Мистера Фриза. Алиса догадывается, что за похищением и заморозкой стоит Общество Чёрная Перчатка (тайная организация богачей-извращенцев Готэма, которую Джордан намеревалась разоблачить во время приёма). Двух коллег Джордан убивают. Алиса и Софи ищут и находят в квартире Джордан компромат на ОЧП, но на них нападают агенты Общества и отбирают его. Бэтвумен спасает их. Тем временем Мэри, утащенная лозами Ядовитого Плюща, проводит ночь на скамейке в глубине парка Готэма. После этого в ней просыпается любовь к растениям. Используя способность растений противостоять холоду, Мэри находит безопасный способ разморозить Джордан, чтобы та осталась живой. Чтобы сумасшествие Алисы перестало прогрессировать, Софи решает поручиться за неё, чтобы её выпустили из лечебницы «Аркхем». Джада организует атаку на Райан в прессе. При помощи А.Р.Г.У.С. ей удаётся оправдаться от обвинений в растрате, но цена акций «Wayne Enterprises» продолжает падать. Совет директоров хочет отставки Райан с поста исполнительного директора компании. Зрителям показывают, что ОЧП добывало формулу безопасной заморозки и разморозки органики по заказу Джады, потому что она хочет применить её к Маркусу. |            |                                                         |                |                                            |                 |             |                     |
| 43 | 5          | «A Lesson from Professor Pyg» «Урок от Профессора Пига» | Дэвид Рэмси    | Кэролайн Дрис и Эбони Гилберт              | 10 ноября 2021  | T13.23155   | 0,40                |
| Жителя Готэма убивают и подвешивают его труп под потолком на кнуте. Бэтвумен догадывается, что кнут, найденный на месте преступления - не кнут Женщины-кошки из числа пропавших трофеев Бэтмена. Алиса расследует это убийство и понимает, что детектив Монтойя сильно интересуется Ядовитым Плющом. Рене рассказывает Алисе, что когда-то давно она училась в университете вместе с Памелой Айсли, встречалась с ней, а потом та стала Ядовитым Плющом, в итоге Монтойя попросила Бэтмена закопать Плющ под землю, чтобы та потеряла силы. Алиса догадывается, что кнут принадлежал Фламинго, и убийство совершил именно он. Мэри отдаёт Алисе часть засохшей лозы Ядовитого Плюща, Рене говорит, что лоза может засохнуть, только если заразила кого-то другого. Тем временем Райан и Софи по приглашению Джады приходят к ней на ужин. Туда же приходит Маркус со своей девушкой Зоуи. Оказывается, что шеф-повар, который готовил еду для ужина - это Профессор Пиг. Он убивает Зоуи, а затем при помощи парализующего яда в вине обездвиживает остальных ужинающих. Райан удаётся ранить его, а затем все прячутся от Пига в потайном убежище. Маркус теряет сознание и начинает умирать из-за слишком большой дозы яда. Райан пытается достать адреналин для Маркуса, но Пиг ловит её и требует открыть дверь в убежище, угрожая Джаде, что убьёт её дочь. Джада выходит, а Райан вкалывает себе адреналин и дерётся с Пигом. Софи успевает вовремя вколоть Маркусу адреналин, и он выживает. Маркус убивает Пига. Джада говорит Райан, что в детстве на Маркуса воздействовал при помощи шокера Джокер, и из-за этого он стал психопатом. |            |                                                         |                |                                            |                 |             |                     |
| 44 | 6          | «How Does Your Garden Grow?» «Как растёт твой сад?»     | Роберт Дункан  | Джерри Шанди и Натали Абрамс               | 17 ноября 2021  | T13.23156   | 0,40                |
| Жителя Готэма живьём превращают в улей, после чего пчёлы сильно закусывают его. Монтойя полагает, что за этим стоит Ядовитый Плющ. Алиса подозревает, что новым носителем инфекции Ядовитого Плюща стала Мэри. Очнувшийся после операции пострадавший житель Готэма подтверждает её подозрения, говоря, что всё это с ним сделала Мэри. У Мэри сильные провалы в памяти, и команда Бэтвумен пытается понять, что она делала в те моменты, которые не помнит. Бэтвумен и Алиса находят закопанного по шею в землю агента Общества Чёрной Перчатки и думают, что Мэри так поступила с ним, чтобы отомстить за Джордан. Рене пытается узнать у Райан новые новости о Ядовитом Плюще и о новом носителе этой инфекции, но та ничего не говорит. Когда Мэри задаётся вопросом, зачем Алиса здесь, та рассказывает Люку и Мэри о том, что Рене нужна информация о Ядовитом Плюще и о его носителе. Также она говорит Мэри о том, что, как человек сидевший в психиатрической лечебнице «Аркхем», она не хочет, чтобы Мэри попала туда. Райан отказывается отдавать Мэри Рене. Из-за солнечного света у Мэри случается очередная потеря контроля над телом. Одновременно с этим Мэри начинает трансформироваться в Ядовитого Плюща. Она оглушает Люка и заманивает Монтойю в ботанический сад Готэма. На встрече Мэри при помощи растений нападает на Рене. Бэтвумен и Бэтвинг тоже приезжают туда и подвергаются атаке растений. Мэри ловит Люка, ломает ему руку и забирает у него носитель с ИИ для костюма Бэтвинга с голосом Люциуса Фокса. Она также говорит, что это Люк говорил, что ему не нужен врач, так как у него нет ПТСР, и что ему не нужны наставления отца. Райан предлагает Мэри вернуться в команду, но та отказывается и велит лозам поймать Бэтвумен, Монтойя помогает ей освободиться. Райан решает найти противоядие для Мэри и дать ей его, чтобы спасти её, для этого она обращается за помощью к Джаде. Тем временем Софи обращается к Монтойе за помощью, чтобы та помогла ей разобраться с ОЧП. Затем она узнаёт от Алисы, где находится выкопанный агент, идёт к нему и допрашивает его. Агент рассказывает, что Общество много лет работает на богачей Готэма, у которых чокнутые дети (Маркус Джет, Томми Эллиот и другие), зачищая за ними следы. Софи в ярости сжигает часть лица агенту, но Бэтвумен останавливает её. Агент совершает самоубийство, чтобы не рассказывать остальные тайны ОЧП. Софи и Рене выпивают в баре, а затем проводят вместе ночь. Алиса угоняет для Мэри машину и уезжает вместе с ней. |            |                                                         |                |                                            |                 |             |                     |
| 45 | 7          | «Pick Your Poison» «Выбери свой яд»                     | Холли Дэйл     | Келли Ота и Эмили Алонсо                   | 24 ноября 2021  | T13.23157   | 0,46                |
| Райан помогает людям Джады похитить Маркуса (чтобы подвергнуть его безопасной заморозке и, пока он заморожен, найти лекарство, которое заставило бы его перестать быть психопатом). В обмен на это Джада обещает дочери, что её учёные найдут противоядие для Мэри, чтобы она излечилась от инфекции Ядовитого Плюща. Маркус нападает на Джаду и учёных до того, как его успевают заморозить, крадёт противоядие для Мэри и сбегает. Он приходит в «Wayne Enterprises», убивает охранника и избивает Люка. Райан пытается извиниться перед ним за предательство, но брат хочет, чтобы она ушла с поста директора «Wayne Enterprises» и отдала ему все свои акции в обмен на противоядие для Мэри. Райан подписывает документы, и брат отдаёт ей противоядие. Утром следующего дня Маркус выступает перед журналистами как новый директор «Wayne Enterprises» и обещает, что будет дарить жителям Готэма улыбки. Тем временем Алиса и Мэри уезжают из Готэма. Алиса говорит, что будет оберегать Мэри, пока та учится управлять своими новыми силами, так как она её сестра и единственный родственник, который у неё остался в городе. Алиса хочет сделать себе переливание крови, чтобы команда Бэтвумен больше не могла отслеживать её по наноботам в крови. Проверив множество людей в баре, Мэри и Алиса наконец-то находят парня с нужной группой крови, и Мэри при помощи феромонов убеждает его перелить Алисе кровь. Бэтвумен находит их и предлагает Мэри принять противоядие, но та отказывается. Затем при помощи лозы Мэри связывает Бэтвумен, и она с Алисой скрываются из поля зрения Бэтвумен. |            |                                                         |                |                                            |                 |             |                     |
| 46 | 8          | «Trust Destiny» «Доверься судьбе»                       | Маршалл Вирту  | Эбони Гилберт и Дафна Майлз                | 12 января 2022  | T13.23158   | 0,51                |
| Во флэшбеках 10 лет назад Монтойя и её напарник выслеживают Памелу Айсли. Рене не может навредить любимой, и Ядовитый Плющ ранит её напарника и уходит. Девушки ссорятся, а затем Рене вводит Памеле сыворотку, данную Бэтменом, несмотря на то, что та сказала ей, что выбирает любимую, а не уничтожение города. В настоящее время Монтойя рассказывает команде Бэтвумен, что она помогла Бэтмену остановить Памелу, введя ей сыворотку, обезвожившую её. Эта сыворотка могла бы остановить и Мэри, но она была изготовлена Бэтменом только в одном экземпляре, поэтому, перед тем как ввести её Мэри, нужно сперва выкачать её из крови Памелы. Чтобы узнать местоположение Памелы, команде нужно заполучить дневник Бэтмена. Для этого Райан, Софи и Люк приходят в «Wayne Enterprises» на вечеринку, которую устроил Маркус. Они проникают в Бэт-пещеру и читают дневник Бэтмена. Райан понимает, что Памела спрятана в тоннелях под Бэт-пещерой. Бэтвумен, Софи и Рене отправляются туда, находят мумию Памелы и выкачивают из неё сыворотку. Тем временем Мэри и Алиса живут в Мэтрополисе в дорогом роскошном отеле бесплатно, потому что Мэри при помощи феромонов управляет персоналом отеля. Софи приезжает к Алисе в отель, и та рассказывает ей, что Рене всё время врала команде и одержима Ядовитым Плющом. Мэри приходит на вечеринку Маркуса, предлагает ему отомстить Райан от её имени, рассказывает о настоящих личностях Бэтвумен и Бэтвинга и отдаёт ему ИИ от костюма Бэтвинга с голосом Люциуса Фокса. Бэтвумен ловит Мэри и почти вводит ей сыворотку, но Маркус останавливает её, угрожая убить Люка. Чтобы остановить Маркуса, Райан вкалывает ему сыворотку, и он становится обезвожен. Бэтвумен звонит Джаде и рассказывает, что произошло с её сыном. Рене целует мумию Памелы, и из-за попавшей на губы влаги та перестаёт быть обезвоженной и выходит из комы. |            |                                                         |                |                                            |                 |             |                     |
| 47 | 9          | «Meet Your Maker» «Встреться со своим создателем»       | Майкл Бланделл | Кэролайн Дрис и Майя Хьюстон               | 19 января 2022  | T13.23159   | 0,44                |
| Ядовитый Плющ нападает на двух рыбаков-браконьеров и убивает их. Она говорит Рене, что её силы не восстановились полностью после пробуждения. Вернуть их она сможет, если встретится со своим спорофитом - Мэри. Команда Бэтвумен приезжает в парк, чтобы схватить Плющ, но её лианы нападают на них. Софи взрывает пикап с Бэтвумен внутри, чтобы уничтожить часть лиан, а Райан выживает благодаря костюму. Мэри начинает испытывать сильную головную боль, потому что Плющ призывает её, и приезжает в парк вместе с Алисой. Про помощи феромонов Плющ велит не мешать ей Рене, а Мэри делает то же самое с Алисой. Мэри ищет Плющ, но Рене нападает на неё, чтобы не дать им встретиться. Позже Мэри всё-таки находит Плющ, и та взаимодействует с ней и восстанавливает свои силы полностью. Тем временем Джон Диггл приезжает в Готэм по приглашению Джады Джет. Она предлагает Дигглу возглавить её охрану, чтобы защитить её и её близких от Маркуса. Джон отказывается, но говорит Джаде, что её сына, возможно, получится вылечить при помощи второго разряда шокера Джокера, который заполучила Монтойя. Джон и Джада вламываются в кабинет Рене и находят шокер. Диггл просит Люка Фокса открыть инопланетный куб трансматерии, внутри которого лежит кольцо Зелёного Фонаря, но усилия Люка безуспешны. |            |                                                         |                |                                            |                 |             |                     |
| 48 | 10         | «Toxic» «Токсичный»                                     | Глен Винтер    | Кэролайн Дрис и Джерри Шанди               | 26 января 2022  | T13.23160   | 0,46                |
| Ядовитый Плющ и Мэри ловят директора страховой компании, которая отказывала в выплатах многим бывшим пациентам Мэри. Она обвязывает его лианами и душит. Для поддержания сил Плющ периодически высасывает часть сил Мэри. Плющ хочет взорвать плотину и затопить промышленный район Готэма, в котором находится множество заводов, загрязняющих окружающую среду (из-за одного из них много лет назад погиб её брат). Мэри выступает против, потому что при этом погибнет множество горожан, и тогда Плющ высасывает из неё силы полностью, после чего Мэри падает без сознания. Команда Бэтвумен объединяется с Алисой, и они решают поймать Ядовитого Плюща, добравшись до неё при помощи Рене. Райан и Алиса ловят Рене, но та отказывается снова предавать любимую. Бэтвумен нападает на машину скорой помощи и заставляет врачей отдать ей Мэри. Райан догадывается, что Плющ решила взорвать плотину. Мэри приходит в сознание, и, узнав, что она нечаянно убила человека в парке, соглашается помочь команде остановить Ядовитого Плюща. Мэри пьёт блокатор феромонов, который ей отдала Рене, и поэтому, когда Плющ снова пытается высосать из неё силы, она наоборот ослабевает. Бэтвумен дерётся с Плющ и побеждает её, а Бэтвинг восстанавливает повреждения плотины. Ядовитый Плющ и Рене улетают на Кориану. Мэри полностью лишилась способностей Ядовитого Плюща и снова стала обычным человеком. Тем временем Джада отдаёт Бэтвумен шокер Джокера, а та в ответ обещает вернуть ей сына. После того как она не выполняет обещание, Джада делает публичное заявление, что все предметы злодеев, побеждённых Бэтменом, попали в руки обычных людей по вине Бэтвумен. Из-за повреждения плотины подверглись подтоплению некоторые здания в Готэме, в том числе подпольная клиника Мэри, где находится лежащий в коме обезвоженный Маркус. На него попадает влага, и он выходит из комы. |            |                                                         |                |                                            |                 |             |                     |
| 49 | 11         | «Broken Toys» «Сломанные игрушки»                       | Камрус Джонсон | Чад Файвэш, Джеймс Стотеро и Натали Абрамс | 2 февраля 2022  | T13.23161   | 0,53                |
| Бэтвумен обнаруживает, что Маркус очнулся и сбежал. Мэри рассказывает команде Бэтвумен, что она отдала ему ИИ от костюма Бэтвинга с голосом Люциуса Фокса. Маркус выступает на пресс-конференции, где объявляет, что Бэтвумен безумна, а его компания «Wayne Enterprises» инвестирует миллионы долларов в психиатрическую лечебницу «Аркхем». Он планирует выпустить заключённых из «Аркхем» и первым выпускает на свободу Виктора Заса, велев ему отправиться к Джаде. Райан приходит к матери и предлагает ей отдать компромат на Маркуса полиции, но их прерывает неожиданно появившийся Зас. Он заставляет Джаду отдать ему видеозапись с коспроматом на Маркуса и уничтожает её, а затем ставит таймер на 1 час и говорит, что убьёт Джаду, если Бэтвумен не придёт по истечении этого срока. Через час он собирается убить Джаду, но Райан нападает на него и побеждает его, не дав убить свою мать. Джада понимает, что Райан - это Бэтвумен. Тем временем Мэри и Алиса ищут женщину Кики Рулетт, которая когда-то помогла Джокеру в создании шокера, который сделал Маркуса психопатом. Они находят её и просят починить шокер, для этого она отправляется в свою старую лабораторию. Бэтвинг и Софи проникают в «Wayne Enterprises» и находят ИИ от костюма Бэтвинга с голосом Люциуса Фокса. При помощи него они взламывают ноутбук Маркуса и узнают, что он планирует использовать заключённых «Аркхем» в качестве наёмников и что он связан с Кики. Когда та завершает починку шокера Джокера, то появляются заключённые «Аркхем» и пленят Мэри и Алису. Другая группа заключённых во главе с Маркусом ловит Софи и Люка. Обе части команды Бэтвумен расправляются с заключёнными, но Кики удаётся убежать с починенным шокером, в котором остался один заряд. Алиса решает перестать быть психопаткой и говорит Мэри, что для этого ей нужен шокер. Райан и Софи признаются друг другу о взаимных чувствах и проводят ночь вместе. |            |                                                         |                |                                            |                 |             |                     |
| 50 | 12         | «We're All Mad Here» «Мы все здесь безумны»             | Эрик Дин Ситон | Майя Хьюстон и Дафна Майлз                 | 23 февраля 2022 | T13.23162   | 0,45                |
| Бэтвумен нападает на помощника Маркуса и заполучает его расписание. Из него она узнаёт, что брат интересовался Барбарой Кин (бывшей женой комиссара Джеймса Гордона). Софи догадывается, что Барбара, как и Джада, является членом Общества Чёрная Перчатка. Люди Маркуса похищают Джаду, Барбару и остальных членов ОЧП. Маркус собирает похищенных членов ОЧП вместе и убивает их одного за другим, мстя им за то, что они сделали со своими детьми. Он пытает Барбару Кин, убивает Марио Фальконе, Бёртона Крауна и Джеремайю Аркхема. Затем он собирается заморозить живьём Джаду. Тем временем воображение Алисы порождает иллюзии того, как она применяет к себе шокер Джокера, перестаёт быть безумной, а суд освобождает её от всех обвинений, так как она совершала преступления, будучи безумной. В реальности она приходит к Кики и требует отдать ей шокер, но Маркус опережает её, убивает Кики и забирает шокер. Алиса останавливает Маркуса, не дав ему заморозить живьём Джаду. Он рассказывает ей, что 19 лет назад он ехал в том школьном автобусе, управляемом Джокером, который столкнулся с машиной, в которой ехали маленькие Кейт и Бет Кейн. Алиса рассказывает Маркусу, как попасть в Бэт-пещеру, а он в ответ отдаёт ей шокер. Мэри приходит к семье человека, которого она убила в парке, когда была Ядовитым Плющом, чтобы признаться в убийстве, но оказывается, что Алиса уже сделала это, взяв вину Мэри на себя. Софи и Люк отбирают у Алисы шокер до того, как она успевает применить его к себе. Джада спасает дочь от Маркуса. Алису сажают в «Аркхем», и она видит в камере в галлюцинациях Оушена и Мышь. Ликующий Маркус проникает в Бэт-пещеру и получает доступ ко всему арсеналу Бэтмена. |            |                                                         |                |                                            |                 |             |                     |
| 51 | 13         | «Are We Having Fun Yet?» «Мы ещё веселимся?»            | Холли Дэйл     | Нэнси Киу и Кэролайн Дрис                  | 2 марта 2022    | T13.23163   | 0,46                |
| Маркус приходит в заброшенное хранилище Джокера, местоположение которого тот сообщил ему 19 лет назад в школьном автобусе. Команда Бэтвумен спорит, что делать с шокером Джокера: Мэри хочет применить его к Алисе, а остальные - к Маркусу. Маркус объявляет всему городу, что через 5 часов он откроет личность Бэтвумен. Райан приходит к Алисе в «Аркхем», и та рассказывает ей старый план Джокера, который сейчас хочет реализовать Маркус: выманить жителей Готэма на улицы под каким-то предлогом (на самом деле он не собирается раскрывать личность Бэтвумен), а потом сбросить с Бэт-дирижабля на город кислотные бомбы. За это Райан отдаёт Алисе шокер. Джада рассказывает СМИ правду об убийстве её мужа Маркусом, после этого его увольняют с поста директора «Wayne Enterprises» и возвращают на этот пост Райан. Мэри и Софи проникают в Бэт-пещеру и находят среди трофеев злодеев, поверженных Бэтменом, зонтик Пингвина. При помощи трансляции зонтика всем горожанам они гипнотизируют их, заставляя покинуть улицы и спуститься в подземные укрытия. Люк дистанционно берёт Бэт-дирижабль под контроль, но Маркус убивает пилота и возвращает управление дирижаблем себе. Бэтвумен проникает на дирижабль и дерётся с братом. В разгар драки они вместе выпадают из дирижабля и падают вниз на парашюте Маркуса. Бэтвинг проникает на дирижабль и перезапускает его управление при помощи ИИ своего костюма. Ему удаётся увести дирижабль, чтобы тот взорвался в безлюдном районе города, но для этого ему приходится пожертвовать шлемом своего костюма со встроенным ИИ с голосом его отца. Алиса приходит и помогает Райан и Маркусу не упасть и не разбиться. Райан применяет возвращённый Алисой шокер к Маркусу. В результате разряда Маркус перестаёт быть психопатом. Алиса решает вернуться к обычной жизни без помощи шокера. На репортёров на месте падения дирижабля нападает какой-то монстр. |            |                                                         |                |                                            |                 |             |                     |

## Производство

### Разработка
Премьера третьего сезона назначена на 13 октября 2021 года.

### Съёмки
Съёмки пилотного эпизода начались 4 марта 2019 года, а закончились 25 марта 2019 года на территории Канады, города Ванкувер. Дополнительные съёмки проходили в Чикаго, штат Иллинойс. Съёмки на оставшуюся часть сезона начались 4 июля и планируется завершить 2 декабря 2019 года на территории Ванкувера, Канада.

## Расширенная вселенная
В декабре 2018 Бэтвумен появилась в качестве камео в кроссовере «Иные миры». Это был дебют для персонажа в рамках Вселенной Стрелы.
Следующим кроссовером для героини стал «Кризис на Бесконечных Землях».

## Отзывы критиков
Критики оценили картину достаточно положительно, 59/100 на Metacritic, отмечая усилия создателей сериала в плане репрезентации различных социальных групп. Однако зрителей картина «повергла в шок», средний балл зрителей на Metacritic 1.4.